# Dolny Sopot
Dolny Sopot nebo také Sopot Dolny, je centrum a přímořská čtvrť města Sopoty v Pomořském vojvodství, na pobřeží Gdaňského zálivu Baltského moře v severním Polsku. Na jihu hraničí se čtvrtí Karlikowo a na severu se čtvrtí Kamienny Potok a na západě se čtvrtěmi Górny Sopot, Lisie Wzgórze a Zajęcze Wzgórze. Je významnou kulturní a turistickou destinací nejen Trojměstí, ale celého Polska a celého pobřeží Baltského moře. Hlavním turistickým lákadlem místa bývá Molo v Sopotech, které je nejdelší dřevěné molo v Evropě.

## Historie
Hradiště v Sopotech pochází z 8. století. Historie oblasti je spojená s rybolovem a později s rozvojem lázeňství. Většina historické zástavby pochází z přelomu 19. a 20. století.

## Doprava
Společnost PKP Szybka Kolej Miejska w Trójmieście zde provozuje železniční dopravu. Také je zde provozována lodní doprava, především z Mola v Sopotech a autobusová doprava.

## Turistické zajímavosti a muzea
- Aleja Franciszka Mamuszki[4]
- Archeologický skanzen Grodzisko v Sopotech[5]
- Kostel spasitele v Sopotech (Kościół Zbawiciela w Sopocie)[6]
- Křivý dům
- Lázeňský dům v Sopotech (Dom Zdrojowy w Sopocie)[7]
- Mini molo
- Molo v Sopotech
- Muzeum v Sopotech
- Národní galerie v Sopotech (Państwowa Galeria Sztuki w Sopocie)[8]
- písečné pláže
- Park při ulici Goyki
- Plac Przyjaciól Sopotu[9]
- Sopoty (maják)
- Skwer Kuracyjny[7]
- Ulice Bohaterów Monte Cassino[10]

## Další informace
Čtvrť Dolny Sopot je také protkaná turistickými stezkami a cyklotrasami.

## Galerie

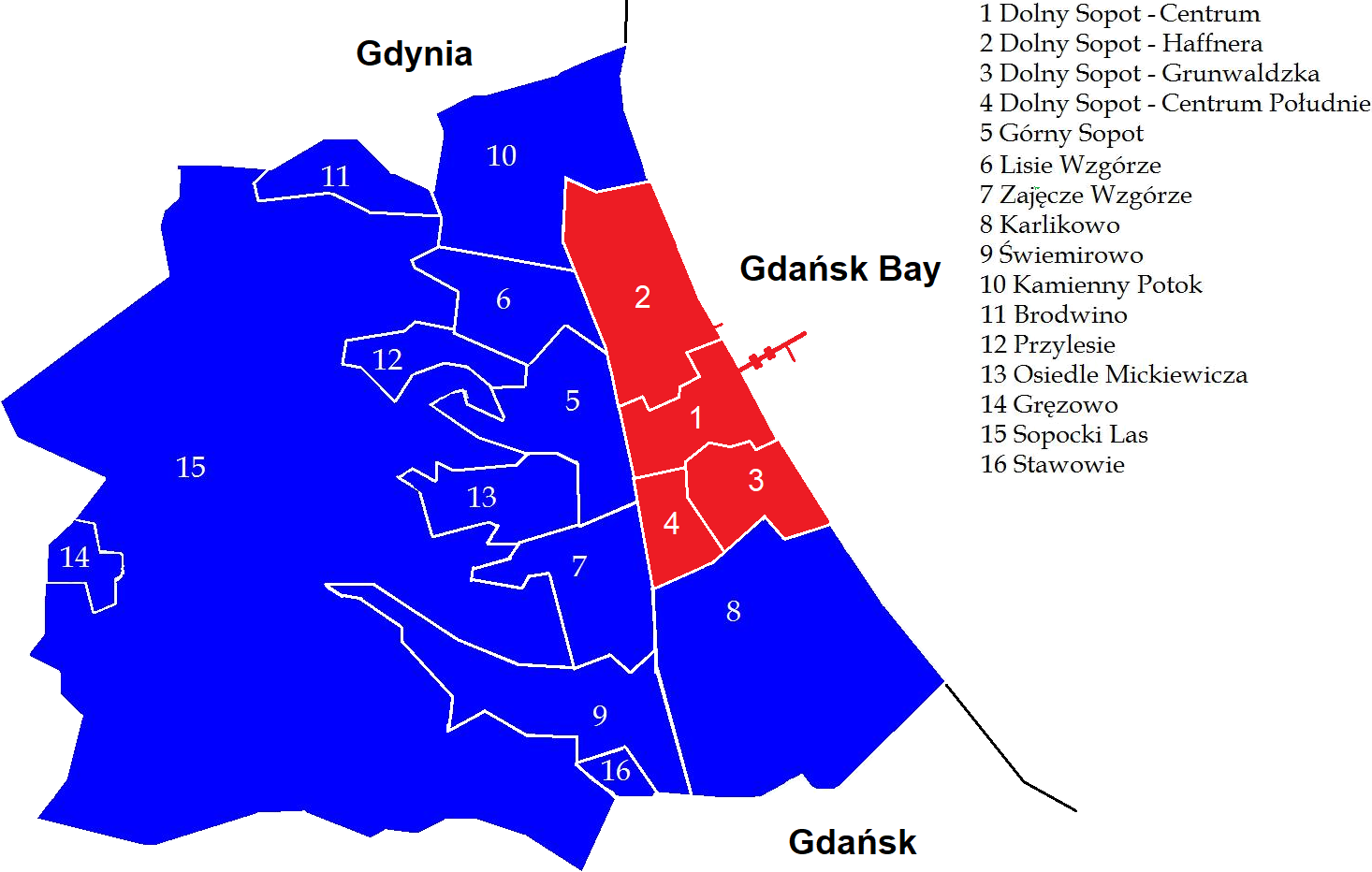
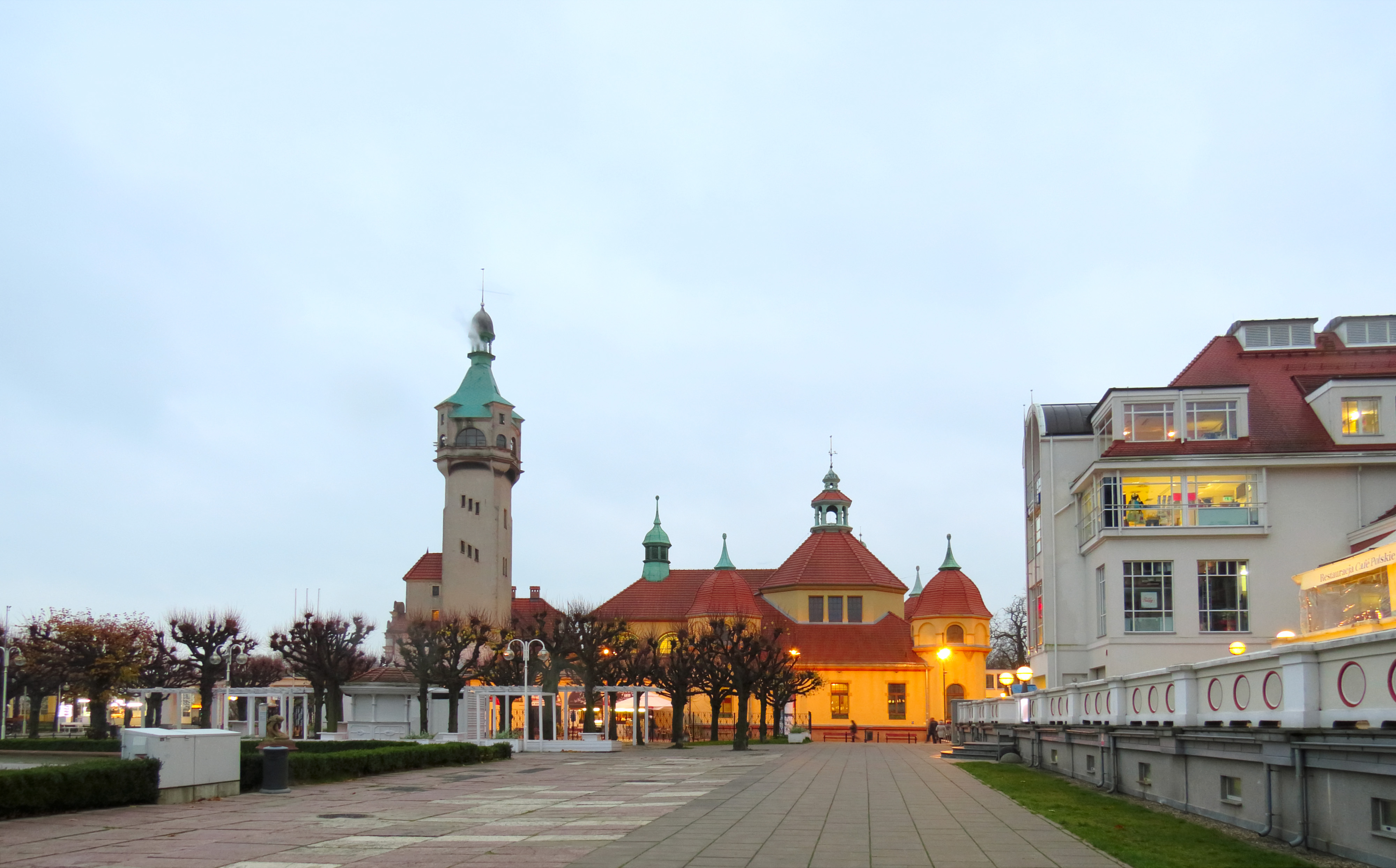
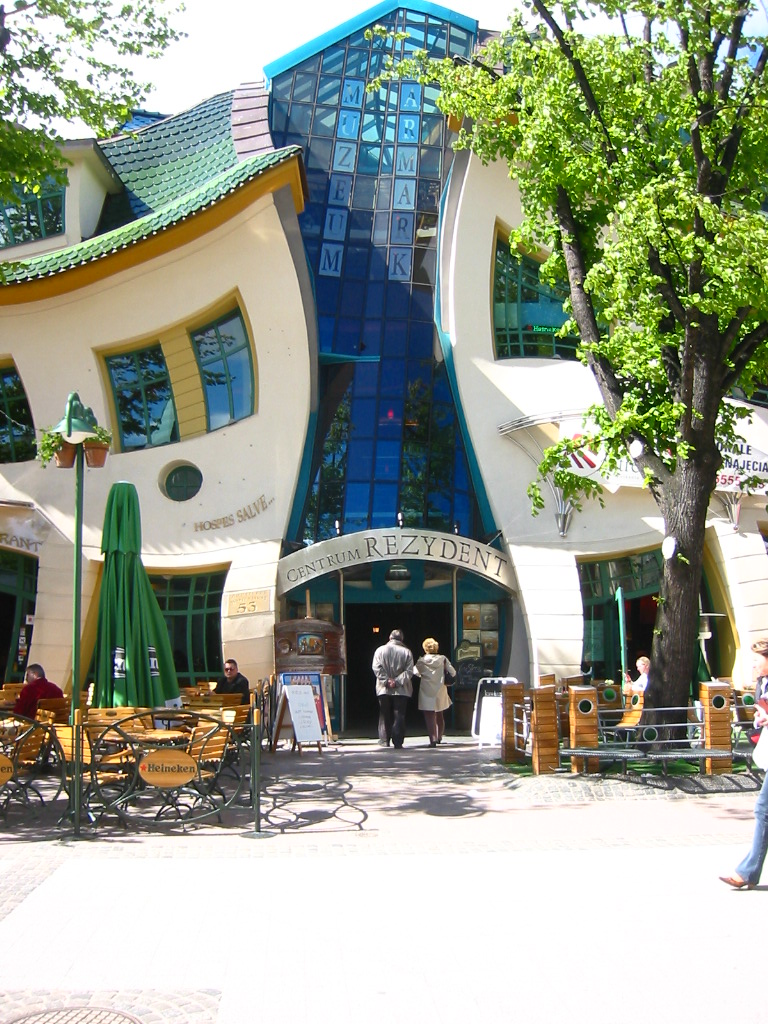
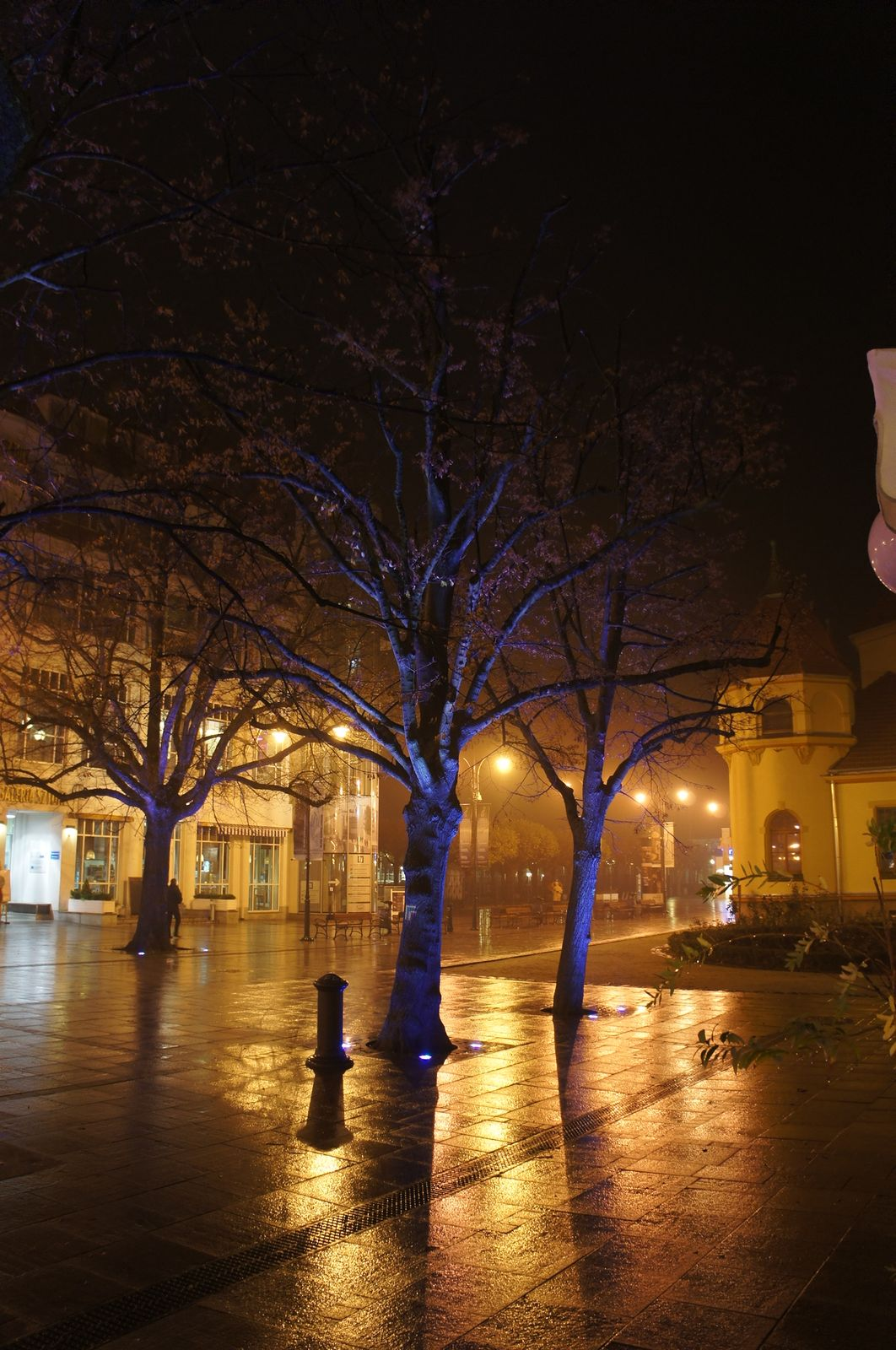
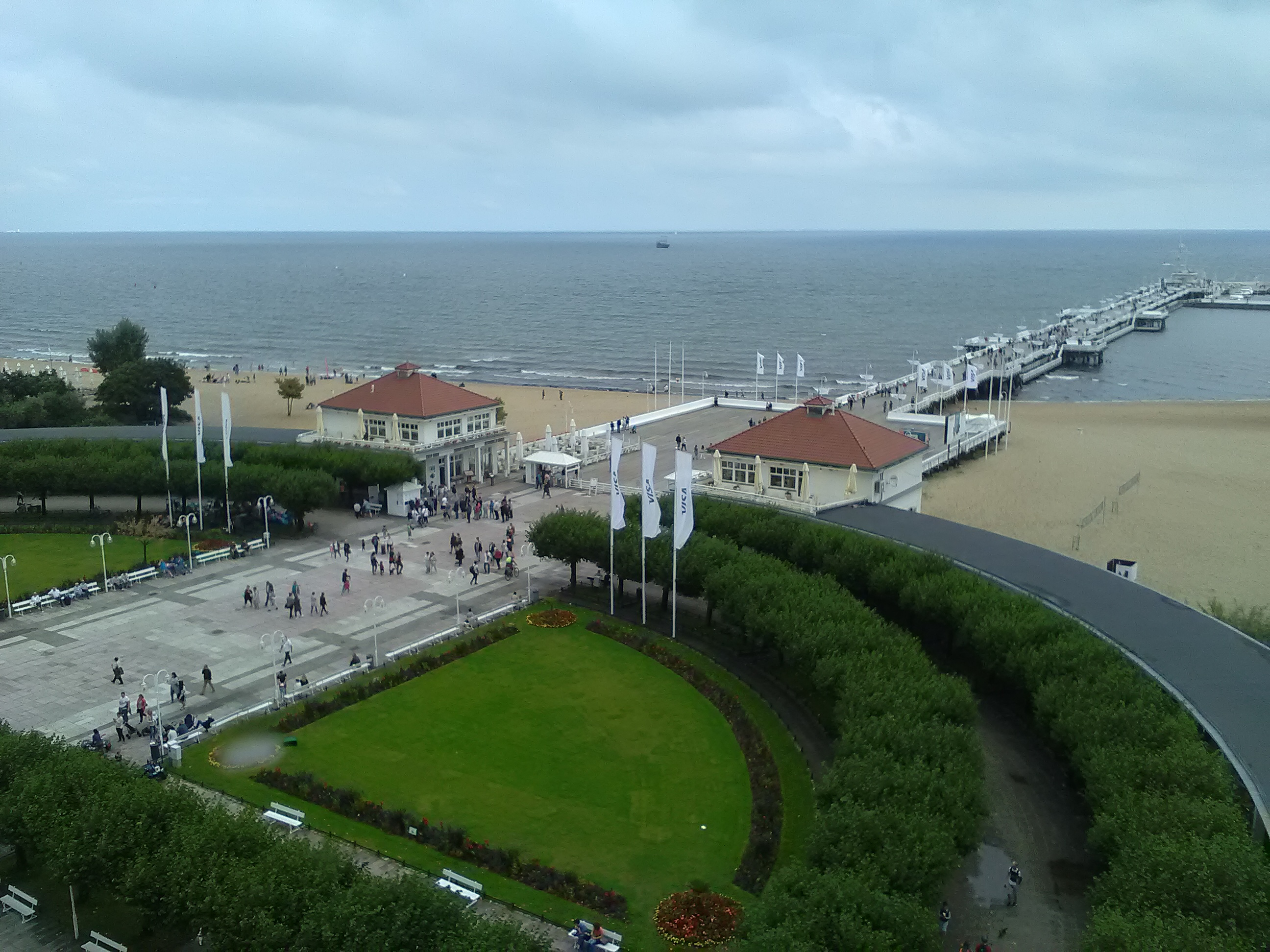
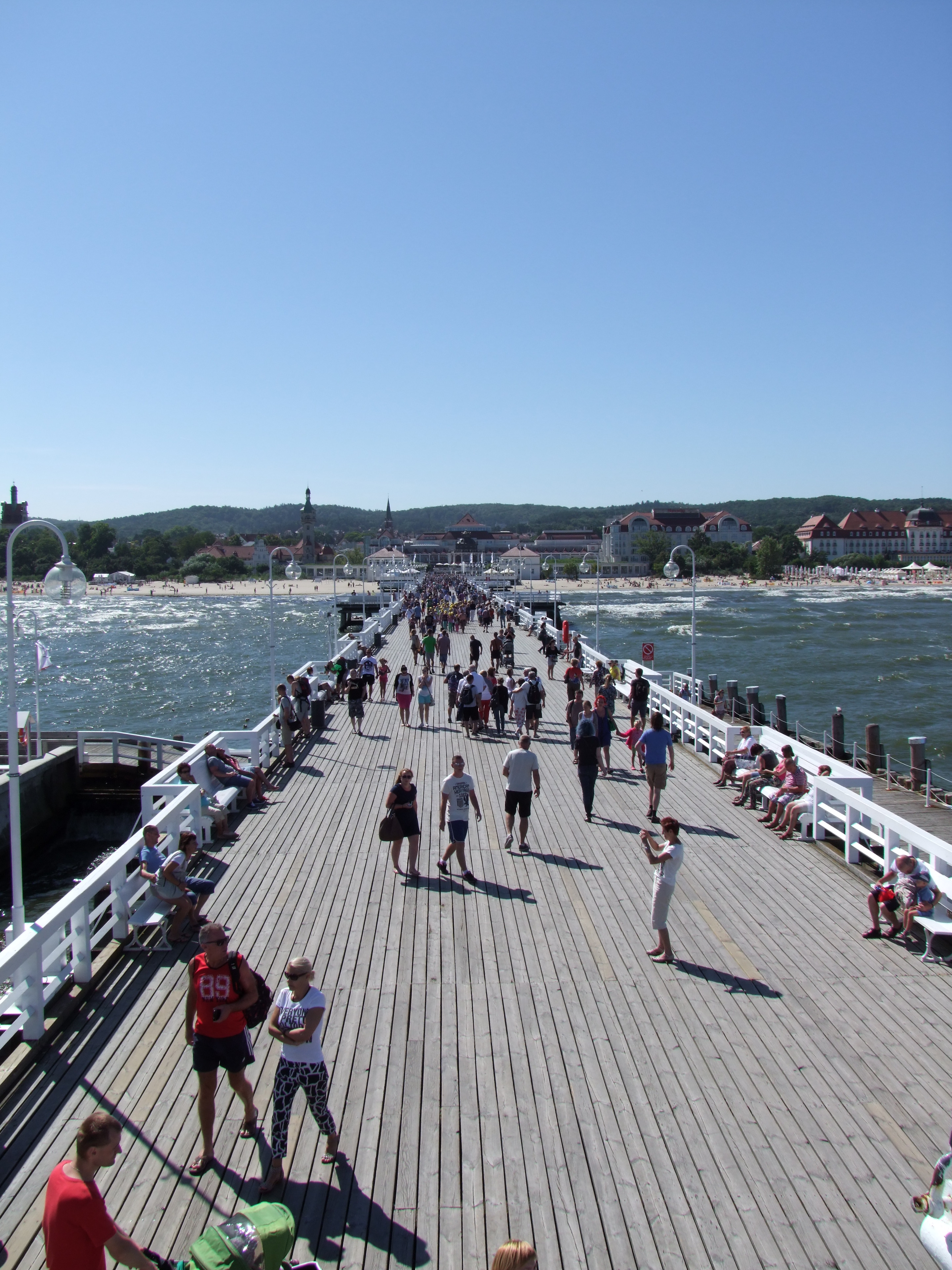
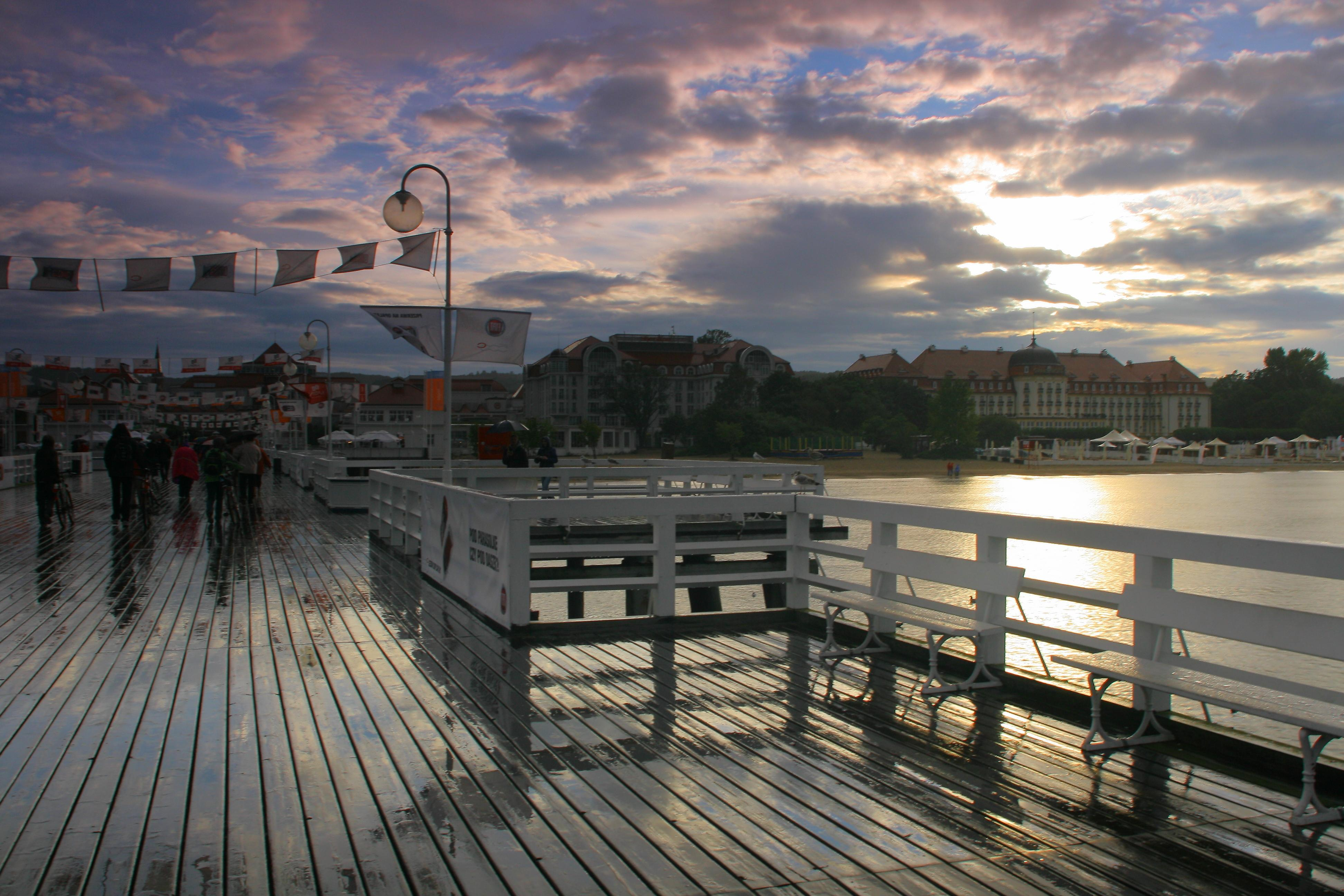
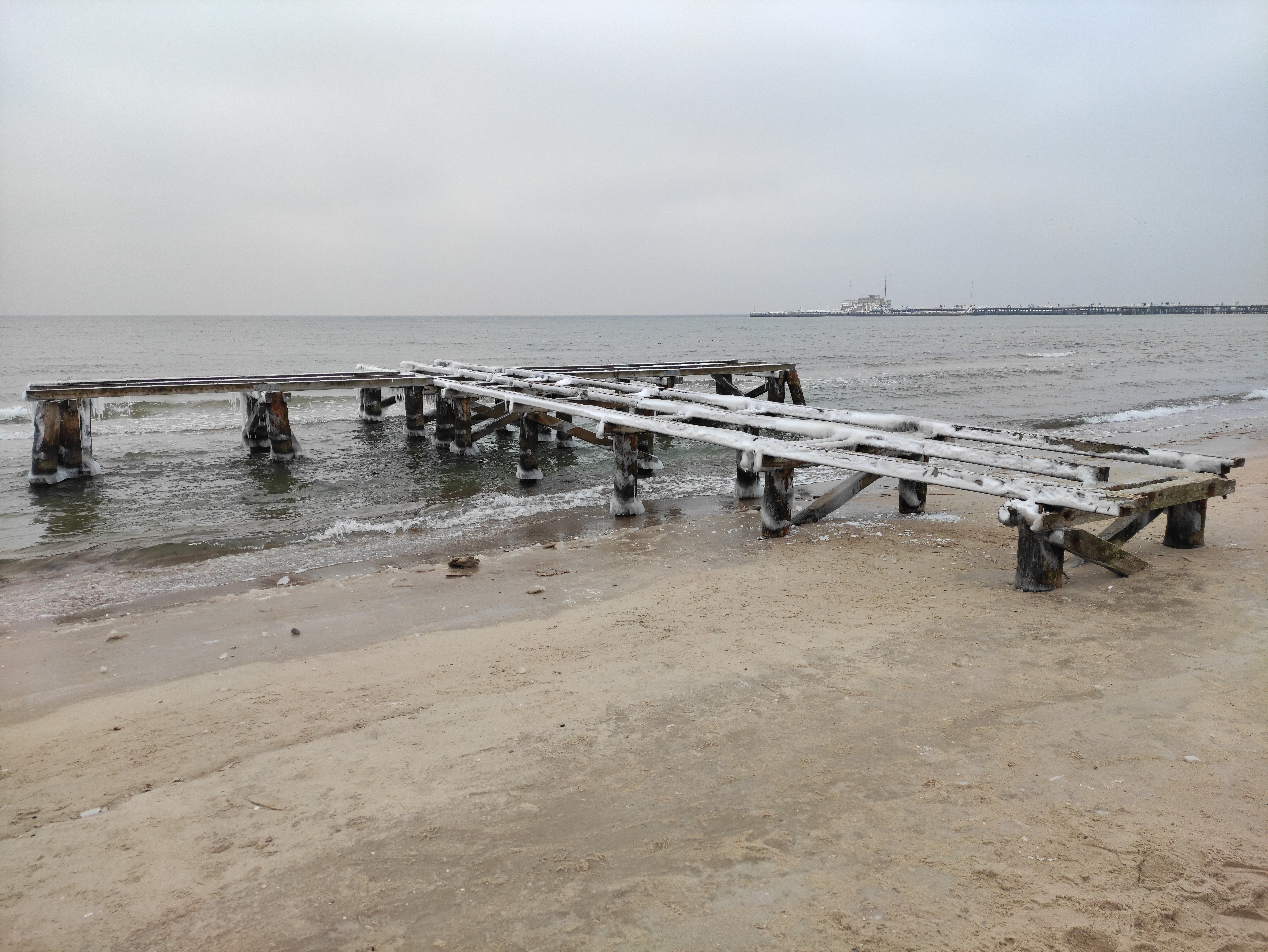
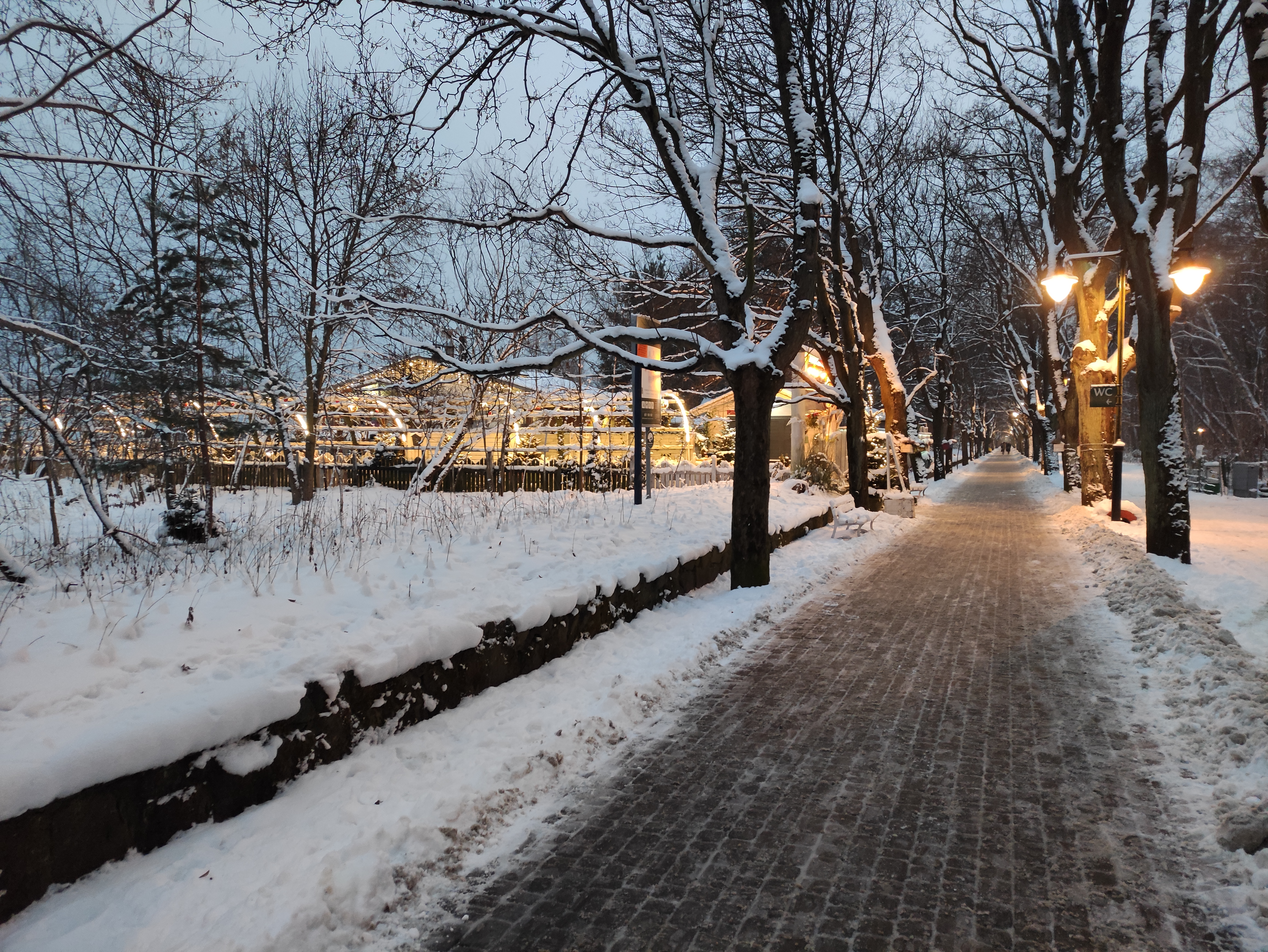
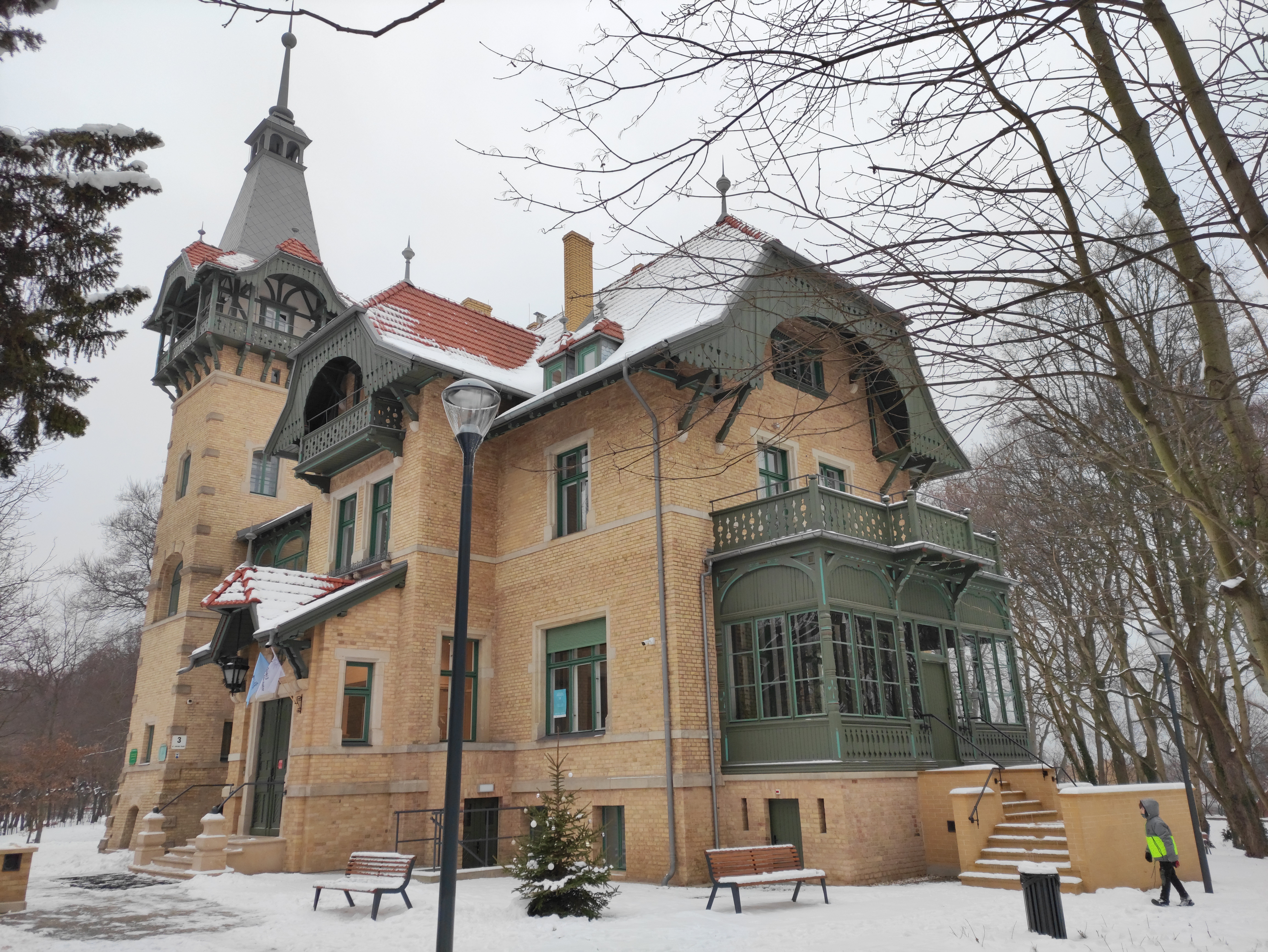